# 3LW
Le 3LW (acronimo di 3 Little Women) sono state un gruppo musicale femminile statunitense di musica R&B/hip hop attivo da 2000 al 2006.

## Storia del gruppo
Nel 1999 il gruppo si costituisce a Newark (New Jersey) e nel 2000 esce il primo singolo, No More (Baby I'ma Do Right). Nel dicembre 2000 esce il primo album eponimo, che viene certificato disco di platino dalla RIAA. Nel 2001 il gruppo partecipa al progetto legato alla canzone What More Can I Give. Nel 2001 il gruppo vince due Soul Train Music Award ("miglior artista hip hop/R&B" e "album dell'anno"). 
Il gruppo ritorna in studio nel 2002 con P. Diddy nelle vesti di produttore e il risultato è A Girl Can Mack, disco anticipato dal singolo I Do (Wanna Get Close To You). Successivamente Naturi Naughton annuncia di essere stata cacciata dalle altre due componenti della band, dopo alcuni diverbi di carattere personale. Il disco natalizio Naughty or Nice viene registrato senza la Naughton, ma comunque a nome 3LW. La Naughton viene sostituita da Jessica Benson nel 2003. Sempre nel 2003 il gruppo cambia etichetta discografica, passando dalla Epic Records alla So So Def. Il successivo disco però non verrà pubblicato: con questa etichetta viene diffuso solo il singolo Feelin' You. Nel frattempo Naturi Naughton intraprende anche il percorso della recitazione. Adrienne Bailon e Kiely Williams entrano a far parte del progetto The Cheetah Girls legato alla Disney, abbandonando quello relativo alle 3LW.

## Formazione
- Adrienne Bailon (1999-2007)
- Kiely Williams (1999-2007)
- Naturi Naughton (1999-2003)
- Jessica Benson (2003-2007)

## Discografia

### Album
- 2000 - 3LW
- 2002 - A Girl Can Mack
- 2002 - Naughty or Nice (album natalizio)

### Raccolte
- 2005 - Neva Get Enuf

### Singoli
- 2000 - No More (Baby I'ma Do Right)
- 2001 - Playas Gon' Play
- 2002 - I Do (Wanna Get Close to You) feat. Diddy
- 2002 - Neva Get Enuf feat. Lil Wayne
- 2006 - Feelin' You feat. Jermaine Dupri

### Album non pubblicati
- Point of No Return (previsto nel 2006)